# Niederwinkling
Niederwinkling – miejscowość i gmina w Niemczech, w kraju związkowym Bawaria, w rejencji Dolna Bawaria, w regionie Donau-Wald, w powiecie Straubing-Bogen, wchodzi w skład wspólnoty administracyjnej Schwarzach. Leży około 15 km na wschód od Straubingu, przy autostradzie A3.

## Demografia
| Rok  | Liczba mieszk. |
| ---- | -------------- |
| 1970 | 1 634          |
| 1987 | 1 759          |
| 2000 | 2 038          |

## Oświata
(na 1999)

W gminie znajduje się 68 miejsc przedszkolnych (65 dzieci) oraz szkoła podstawowa (9 nauczycieli, 157 uczniów).